# 平成音楽大学の人物一覧
平成音楽大学の人物一覧（へいせいおんがくだいがくのじんぶついちらん）は、平成音楽大学に関係する人物の一覧記事。

## 著名な教職員
- 市田儀一郎 - ピアニスト、教授
- 斉藤伸子 - 声楽、教授、元NHKうたのおねえさん
- 常森寿子 - 声楽、教授
- 佐藤美香 - ピアニスト
- 神谷百子 - マリンバ、講師
- 出田りあ - マリンバ、客員教授
- 佐々木駿 - トランペット、非常勤講師
- 赤池優 - 声楽家・オペラ歌手(ソプラノ)。非常勤講師
- 鷲尾麻衣 - 声楽家・オペラ歌手(ソプラノ)。非常勤講師

## 著名な出身者
- 高橋よしえ - ローカルタレント
- 前田瑠美 - 武道家、歌手
- MICA (歌手) - シンガーソングライター・政治活動家
- いちごくらぶ - 子供向け音楽ユニット